# Konrad Jarausch
Konrad Hugo Jarausch (n. 14 august 1941, Magdeburg, Germania Nazistă) este un istoric german și profesor la Universitatea Carolinei de Nord. Studiile sale se bazează în special pe ascensiunea la putere a lui Adolf Hitler, Germania de Est, Reunificarea Germaniei și democratizarea culturală.